# Hot Kid
Hot Kid (The Hot Kid) è un romanzo noir dello scrittore statunitense Elmore Leonard, pubblicato per la prima volta nel 2005.

## Storia editoriale
Tra i personaggi dell'opera vi è Virgil Webster, già presente nel romanzo di Leonard Cuba Libre del 1998 e il figlio di questi Carl Webster che riapparirà con il padre nel successivo romanzo del 2006, Comfort to the Enemy. Carl Webster sarà inoltre protagonista di successivi romanzi e racconti di Elmore Leonard tra cui Su nella stanza di Marvin (Up in Honey’s Room, 2007).

## Trama
(Elmore Leonard, Hot Kid)
Carlos Huntington Webster, Carl, è un giovane sceriffo degli Stati Uniti nell'Oklahoma. È figlio di un veterano della Guerra ispano-americana, Virgil, diventato ricco con i giacimenti di petrolio trovati nei suoi terreni. Potrebbe vivere di rendita ma, a quindici anni, testimone dell'omicidio di un poliziotto durante una rapina in un emporio da parte del bandito Emmet Long, decide di diventare un uomo di legge. Poco tempo dopo, lui stesso vittima di un tentativo di furto di cavalli, sventa l'abigeato uccidendo il ladro. Ventiduenne è diventato uno sceriffo degli Stati Uniti e in pieno proibizionismo dà la caccia a pericolosi criminali tra cui lo stesso Emmet Long: le vicende si intrecciano con quelle di Jack Belmont, un ambizioso criminale che vorrebbe diventare il nemico pubblico numero uno, di Louly Brown, una ragazza che, coinvolta suo malgrado in una rapina, acquista notorietà a seguito della vicenda e rilascia interviste facendo credere di aver avuto una storia con il rapinatore Pretty Boy Floyd. Il giornalista Tony Antonelli, della rivista True Detective, si inserisce nelle vicende e si trova coinvolto in un regolamento di conti tra l'ex sceriffo Nestor Lott, spalleggiato da alcuni membri del Ku Klux Klan contro i gestori di uno speakeasy; Carl, intenzionato ad arrestare il sedicente sceriffo, aiuterà i malviventi a difendersi, uccidendo Lott. Carl si innamora di Louly Brown e i due Hanno una storia ma Carl, troppo impegnato nella ricerca di criminali, non darà alla ragazza le attenzioni richieste, facendola allontanare da sé.

## Edizioni
- (EN) Elmore Leonard, The Hot Kid, 1ª ed., New York, HarperCollins, 2005,  pp. 312, ISBN 9780060724221.
- Elmore Leonard, Hot Kid, traduzione di Luca Conti, Stile Libero Big, Torino, Einaudi, 2006,  p. 314, ISBN 9788806179731.